# Culicoides pseudocordiger
Culicoides pseudocordiger är en tvåvingeart som beskrevs av Wirth och Hubert 1989. Culicoides pseudocordiger ingår i släktet Culicoides och familjen svidknott. Inga underarter finns listade i Catalogue of Life.